# Macrobrachium denticulatum
Macrobrachium denticulatum is een garnalensoort uit de familie van de Palaemonidae. De wetenschappelijke naam van de soort is voor het eerst geldig gepubliceerd in 1996 door Ostrovski, Da Fonseca & Da Silva-Ferreira.